# Government Oriental Manuscripts Library
Government Oriental Manuscripts Library ou GOML, située à Madras en Inde est une bibliothèque gouvernementale comprenant l'un des fonds manuscrit les plus prestigieux d'Inde.
Elle fut constituée en 1867 à partir de la collection du colonel Mackenzie qui était constituée d'ouvrages sur la littérature, l'histoire, la philosophie et la science, le tout écrit dans des langues orientales, et de Kaifiyats, ainsi que divers papiers accumulés au cours de son existence.
Cette collection est conservée à l'université de Madras.

## Histoire des collections
3 collections sont à l'origine de la collection actuelle de la GOML :
- La collection Mackenzie
- La collection Leyden
- La collection Brown

## Fonctions
5 axes définissent les missions de la GOML :
- Acquisition et conservation des manuscrits
- Classification et catalogage des manuscrits
- Publications de catalogues autour des livres anciens et de la bibliothèque
- Achat de livres et périodiques de référence permettant de mieux connaître les manuscrits
- Renseignements autour de la collection pour les étudiants

## Activités récentes
Des transcriptions en devanāgarī sont faites, lorsqu'il n'est pas possible de se procurer les manuscrits originaux. De telles transcriptions sont aussi réalisées et trouvable dans d'autres bibliothèques telles que les Manuscrits shivaïtes de Pondichéry, the Adyar Library and Research Centre (Madras), the Oriental Research Institute & Manuscripts Library (Trivandrum), the Saraswathi Mahal Library (Tanjavur), the Oriental Research Institute of Baroda (Baroda), the Sarasvati Bhavan (Varanasi).